# 北科索沃
北科索沃（Severno Kosovo）是科索沃北部的一个地区，與其他以阿爾巴尼亞人為主的地區不同，当地居民中大多数为塞尔维亚人。在2013年布魯塞爾協定签订前，它由塞尔维亚实际控制，为科索沃和梅托希亚自治省的剩余部分，不受科索沃政府所管治。塞尔维亚和科索沃有基于民族界限的领土交换计划，将北科索沃与普雷舍沃交换，美国和一些欧盟国家支持该计划。

## 歷史

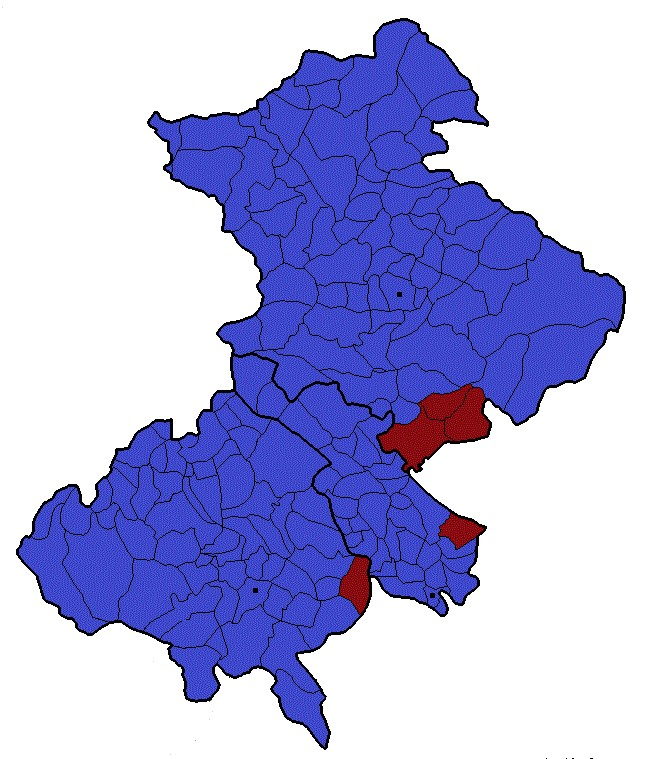
北科索沃的族群地圖 (藍色區域塞爾維亞人佔多數，紅色區域佔阿爾巴尼亞人多數)

### 形成
2008年科索沃宣布獨立後，一些反對分裂的科索沃塞族人抵制此舉，導致暴力衝突。科索沃的塞族市鎮政府於5月11日召集選舉產生了自治區議會。議會由45名代表組成。北科索沃塞爾維亞人一貫採取強硬立場，拒絕與普里什蒂納政府合作或在科索沃議會中擁有席位。塞爾維亞人的立場受到塞爾維亞政府的鼓勵，塞爾維亞人仍控制該地區。

### 2011年~2013年危機
2011年7月25日，當時科索沃警察進入北科索沃塞爾維亞控制的城市，控制幾個行政過境點。科索沃警察此舉沒有向塞爾維亞、北约驻科索沃维和部队、歐盟駐科法治團照會。儘管在北約部隊介入後雙方的緊張局勢有所緩和，但雙方仍然高度緊張，歐盟也指責科索沃的單方面挑釁行為。
作為回應，2012年2月14、15日，北科索沃四個塞族占主導地位的地區舉行了一次不具約束力的全民投票--2012年北科索沃公投，詢問是否應承認科索沃的機構，結果99.74%的選民拒絕承認科索沃共和國。

### 布魯塞爾協議
2013年依據《布鲁塞尔协定》，塞尔维亚政府已经撤销了在北科索沃的行政机构。协定还规定，北科索沃地区将得到在科索沃國內的高度自治，科索沃和塞爾維亞兩國政府同意建立塞族城市共同體，普里什蒂納上訴法院還將設立一個由大多數科索沃塞族法官組成的小組，負責處理所有科索沃塞族佔多數城市的司法案件。
2014年，當俄羅斯軍隊侵佔烏克蘭南部的克里米亞半島時候，塞爾維亞政府曾經試圖以軍事手段吞併北科索沃塞族自治地區，不過最終塞方並沒有作出相關的軍事行動。另外據《布魯塞爾協議》，塞爾維亞自治市共同體應於2016年成立，但科索沃政府於2015年凍結了該協議相關條款，科索沃憲法法院宣稱該協議違憲。

### 米特羅維察列車事件
2017年1月14日，載有塞爾維亞旅客和政府人員，並印有塞爾維亞政府標語「科索沃是塞爾維亞的」的火車駛入北科索沃附近邊境時，塞爾維亞政府便宣稱當地的阿爾巴尼亞人企圖在火車路軌埋下炸彈，但科索沃政府已作出否認和認為這是塞爾維亞政府向科索沃主權挑釁的一個藉口。因此科索沃政府拒絕了該列火車入境科國領土，隨後導致雙方出現短暫的外交風波。

### 2021年—2025年危機
2021年由於科索沃政府決定禁止塞爾維亞車牌，導致新的危機發生局勢亦開始變得非常動盪，由於塞尔维亚在2011年以前持續在北科索沃發放車牌，而且塞爾維亞僅承認「科索沃和梅托希亞自治省車牌」，不允許在其控制區內使用「科索沃共和國車牌」。2021年9月20日科索沃發布了對塞爾維亞車牌的禁令，甚至一些車輛使用的「科索沃車牌」也被科索沃政府宣布無效，這影響了一些經常需要穿越科索沃和塞爾維亞邊境的車主。
科索沃宣稱這是對塞爾維亞禁止「科索沃共和國車牌」的回應，科索沃塞族組織立即對科索沃政府展開抗議活動。2021年9月30日雙方達成協議，彼此承認對方車牌，但在對方境內必須以貼紙覆蓋足以象徵國家的符號、文字。
然而一年後2022年車牌問題再次引發危機，除了車牌之外，科索沃還宣布將對進入科索沃控制區的塞爾維亞公民發放入境文件，等於將塞爾維亞視為他國。2022年9月1日雙方在歐盟斡旋下達成奧赫里德協議，科索沃塞族人對協議不滿，因為該協議規定科索沃可以加入國際組織而不被塞爾維亞阻止，如果科索沃據此加入各國際組織，則科索沃除了塞爾維亞承認之外，已與獨立無異。
2022年8月，北科索沃米特羅維察鎮和其餘3個北科索沃地區城鎮防空警報響起並傳出多次槍聲，科索沃總理庫爾提表示塞爾維亞當局可能想參照俄羅斯入侵烏克蘭戰爭一樣入侵科索沃。同時當地塞族人亦將大量泥頭車、巴士乃至貨櫃車堵塞北米特羅維察與南米特羅維察大部分道路，科索沃內政部長斯韋奇拉發聲明，批評塞爾維亞在背後推動塞族居民設置路障目的是包庇北科索沃地區的塞族叛軍和犯罪份子。
2023年5月，由於北科索沃地區的塞族人不滿科索沃中央政府未能滿足他們的自治權擴大要求，於4場北科索沃地區的市長選舉都被絕大部分塞族人杯葛，以致選舉總投票率只有3.47%，最終選舉結果皆由阿族政黨獲勝（包括執政和反對黨）。另外於選舉期間北科索沃地區塞族人亦與科索沃警察、北約軍隊及聯合國維和部隊發生嚴重暴亂，導致最少70名軍人、警察及塞族激進份子受傷；同年9月，位於北科索沃茲韋錢鎮的巴尼斯卡村發生塞族叛軍與科索沃警方槍戰，事件導致數名塞族叛軍和1名科索沃警員死亡，阿爾巴尼亞和北約皆定性為恐怖襲擊事件，塞爾維亞總統雖然拒絕承認有份支援北科索沃地區的塞族叛軍，但卻表示要恢復塞爾維亞徵兵制並表示要派遣大量塞爾維亞軍隊進駐科索沃與塞爾維亞所有接攘邊境（包括科索沃東部虛線邊界），令北科索沃地區局勢更加不穩。
2024年11月，北科索沃的祖賓波托克鎮運河輸送管道發生爆炸，爆炸事件發生後數天茲韋錢鎮亦有塞族叛軍向該鎮議會大樓投擲手榴彈，科索沃和阿爾巴尼亞政府皆認為事件背後策劃者是塞族激進份子。

## 地理
北科索沃由四個城市組成：萊波薩維奇、茲韋錢、祖賓波托克和米特羅維察。面積1,007平方公里，佔科索沃陸地面積的 9.97%，並與塞爾維亞本土接壤。據2018年歐洲安全與合作組織估計北科索沃的人口為48,500人。其中，約42,500人（87%）是塞爾維亞人，5,000 人（10%）是阿爾巴尼亞人，1,000 人（3%）是波士尼亞人和其他族群。
經濟上北科索沃曾以擁有歐洲最大的鉛鋅和銀礦石礦聞名，但因為污染已不再開採，加上該地區受到戰爭的破壞，2006年米特羅維察市的失業率曾達到77%。該地區流通貨幣是塞爾維亞第納爾，而不是科索沃其他地方使用的歐元。